# NGC 4467
NGC 4467 (другие обозначения — MCG 1-32-80, ZWG 42.130, ARAK 369, VCC 1192, PGC 41169) — эллиптическая галактика (E2) в созвездии Дева.
Этот объект входит в число перечисленных в оригинальной редакции «Нового общего каталога».
В галактике имеется точечный источник Чандры.